# Владимировка (Костанайская область)
Владимировка (каз. Владимиров) — село в Костанайском районе Костанайской области Казахстана. Административный центр Владимировского сельского округа. Находится примерно в 38 км к северо-востоку от центра города Костаная. Код КАТО — 395439100.

Впервые упоминается в архивных документах в 1885 году. По рассказам местных старожил аул Кайранкуль был переименован во Владимировку в честь первых переселенцев братьев Владимировых.

## Население
В 1999 году население села составляло 2864 человека (1443 мужчины и 1421 женщина). По данным переписи 2009 года, в селе проживало 2677 человек (1351 мужчина и 1326 женщин).